# Лісні Кришки
Лісні́ Кри́шки (рос. Лесные Крышки, чув. Вăрман Кăршка) — присілок у складі Цівільського району Чувашії, Росія. Входить до складу Конарського сільського поселення.
Населення — 3 особи (2010; 16 у 2002).
Національний склад:
- чуваші — 94 %